# Europäische Verteidigungsagentur
Die Agentur für die Bereiche Entwicklung der Verteidigungsfähigkeiten, Forschung, Beschaffung und Rüstung oder Europäische Verteidigungsagentur (EVA), englisch European Defence Agency (EDA), ist eine 2004 gegründete Agentur der Europäischen Union für Rüstungsplanung, -beschaffung und -forschung. Sie ist damit eine zentrale Institution der Gemeinsamen Sicherheits- und Verteidigungspolitik (GSVP, früher Europäische Sicherheits- und Verteidigungspolitik, ESVP).

## Aufgaben
Laut ihrem Gründungsdokument hatte die EVA den Auftrag, „den Rat und die Mitgliedstaaten in ihren Bemühungen um die Verbesserung der Verteidigungsfähigkeiten der EU im Bereich der Krisenbewältigung zu unterstützen und die GSVP, wie sie sich gegenwärtig darstellt und in Zukunft entwickelt, dauerhaft zu unterstützen“. Durch den Vertrag von Lissabon wurde die EVA 2007 auch in das europäische Primärrecht aufgenommen. Demzufolge ermittelt sie nach Art. 42 Abs. 3 EU-Vertrag „den operativen Bedarf und fördert Maßnahmen zur Bedarfsdeckung, trägt zur Ermittlung von Maßnahmen zur Stärkung der industriellen und technologischen Basis des Verteidigungssektors bei und führt diese Maßnahmen gegebenenfalls durch, beteiligt sich an der Festlegung einer europäischen Politik im Bereich der Fähigkeiten und der Rüstung und unterstützt den Rat bei der Beurteilung der Verbesserung der militärischen Fähigkeiten“.
Ihr obliegt also die Entwicklung effektiver Verteidigungskapazitäten (insbesondere im Bereich des Krisenmanagements) sowie die Koordination der Rüstungsaktivitäten der Mitgliedstaaten und möglicher gemeinsamer Waffenanschaffungen. Außerdem soll sie zur Finanzierung der europäischen Rüstungsforschung beitragen. Durch die Koordinierungstätigkeit der EVA soll eine effizientere Nutzung der Rüstungsausgaben der europäischen Staaten ermöglicht werden – etwa durch die Vermeidung von Überkapazitäten und durch Synergieeffekte bei gemeinsamen Anschaffungen.

## Organisation

Mitgliedstaaten der Europäischen Verteidigungsagentur
Lila: Opt-in (Norwegen, Schweiz, Serbien, Ukraine)

Die Leitung obliegt dem Hohen Vertreter der EU für Außen- und Sicherheitspolitik, derzeit also Kaja Kallas. Nach ihrer Gründung durch einen Beschluss der Staats- und Regierungschefs des Europäischen Rates im Herbst 2004 wurde die EVA zunächst von Javier Solana geleitet, der zugleich Hoher Vertreter für die Gemeinsame Außen- und Sicherheitspolitik der EU war. Am 1. Dezember 2009 ging die Leitung an Catherine Ashton, Solanas Nachfolgerin als Hohe Vertreterin für die GASP, über. Vom 9. Februar 2010 bis zum 31. November 2014 leitete sie die EVA in ihrer neuen Eigenschaft als Hohe Vertreterin der EU für Außen- und Sicherheitspolitik, zum 1. Dezember 2014 trat Federica Mogherini ihre Nachfolge an. Ihr folgte am 1. Dezember 2019 Josep Borrell, ehe Kaja Kallas das Amt fünf Jahre später übernahm. Entscheidungsorgan der EVA ist ein Lenkungsausschuss, dem neben dem Hohen Vertreter als Vorsitzendem Vertreter der Verteidigungsministerien der 27 teilnehmenden Staaten (damals alle EU-Mitglieder inkl. des Vereinigten Königreichs, aber ohne Dänemark) angehören. Dem Lenkungsausschuss, der seinerseits den Vorgaben des Rats der Europäischen Union unterworfen ist, untersteht der Geschäftsführer der Agentur, derzeit André Denk. Insgesamt hatte die EVA im Jahr 2010 110 Angestellte, im Dezember 2014 waren es 126.

## Sonderrolle Dänemark
Als einziges EU-Mitglied hatte Dänemark bis Juni 2022 eine Opt-Out-Option für die Gemeinsame Sicherheits- und Verteidigungspolitik der Europäischen Union. Vor dem Hintergrund des russischen Angriffskriegs in der Ukraine und der dadurch veränderten Sicherheitslage in Europa stimmte die dänische Bevölkerung jedoch am 1. Juni 2022 der Abschaffung dieses Opt-outs für Verteidigungsfragen zu. Bereits am 20. Juni erklärte Dänemark die offizielle Abschaffung seines sogenannten EU-Verteidigungsvorbehalt zum 1. Juli 2022. Dies gab dem dänischen Parlament die Möglichkeit für die Teilnahme an den Wehrbereichsprojekten von PESCO und der Mitarbeit in der Europäische Verteidigungsagentur zu stimmen. Diese Zustimmung erfolgte schließlich im März 2023 und am 27. März 2023 wurde Dänemark das 27. Mitglied (das Vereinigte Königreich war im Rahmen des Brexit ausgeschieden) der Europäischen Verteidigungsagentur.

## Beziehungen zu europäischen Nicht-EU-Ländern
Die Agentur unterzeichnete Verwaltungsvereinbarungen mit Norwegen (2006), der Schweiz (2012), Serbien (2013) und der Ukraine (2015), die es ihnen ermöglichen, an den Projekten und Programmen der EVA teilzunehmen, ohne Stimmrechte auszuüben. Alle Verwaltungsvereinbarungen werden vom Europäischen Rat genehmigt. Der Leiter der Agentur ist für die Aushandlung dieser Vereinbarungen im Einklang mit den vom EVA-Lenkungsausschuss erteilten Weisungen zuständig.

## Budget
| Jahr                                       | Budget (Millionen €) | Ausgaben (Millionen €) |
| ------------------------------------------ | -------------------- | ---------------------- |
| 2004                                       | 1,9                  | 0,4                    |
| 2005                                       | 20,7                 | 12,8                   |
| 2006                                       | 22,7                 | 18,8                   |
| 2007                                       | 22,4                 | 21,5                   |
| 2008                                       | 27,5                 | 26,2                   |
| 2009                                       | 29,2                 | 28,1                   |
| 2010                                       | 31,0                 | 30,5                   |
| 2011                                       | 30,5                 | 30,5                   |
| 2012                                       | 30,5                 | 30,5                   |
| 2013                                       | 30,5                 | 30,5                   |
| 2014                                       | 30,5                 | 30,5                   |
| 2015                                       | 31,2                 | 30,1                   |
| 2016                                       | 30,7                 | 30,5                   |
| 2017                                       | 31,6                 | 31,1                   |
| 2018                                       | 33,6                 | 33,0                   |
| 2019                                       | 35,3                 | 34,8                   |
| 2020                                       | 37,6                 | 37,0                   |
| 2021                                       | 38,7                 | 36,8                   |
| 2022 (Nach dem Berichtigungshaushalt 2022) | 39,8                 | 39,8                   |

## Ergebnisse
Zu den ersten Ergebnissen der Europäischen Verteidigungsagentur zählt eine freiwillige Vereinbarung von 2005, wonach militärische Anschaffungen der Mitgliedstaaten europaweit ausgeschrieben werden müssen. Solche europaweiten Ausschreibungen waren durch den EG-Vertrag (heute AEU-Vertrag) ohnehin für alle größeren Staatsaufträge vorgesehen; nach Art. 296 EG-Vertrag waren jedoch militärische Anschaffungen zuvor davon ausgenommen. Ende 2006 verabschiedete die Europäische Verteidigungsagentur ein gemeinsames Forschungsprogramm in Höhe von 55 Millionen Euro.
Im Rahmen des Intergovernmental Regime on the Defence Procurement der EVA wurden vom 1. Juli 2006 bis zum 1. Juli 2010 534 Aufträge ausgeschrieben, wobei es bei 308 davon zu einem Bieterwettstreit kam. Das Gesamtvolumen der unter Beteiligung der EVA vergebenen Verteidigungsaufträge belief sich im genannten Zeitraum auf knapp 21 Mrd. Euro.
Außerdem entwickelte die EVA ein europaweites Ausbildungsprogramm für Hubschrauberbesatzungen (HTP). Die erste Übung im Rahmen dieses Programms fand 2009 statt. Seither finden die gemeinsamen Manöver in der Regel jährlich in wechselnden Ländern statt. Neben den Manövern gibt es gemeinsame Schulungskurse.
Ein weiteres Aufgabengebiet ist der Lufttransport. Analog der Helikopterinitiative gibt es seit 2012, ebenfalls an wechselnden Stützpunkten, gemeinsame, durch das European Air Transport Command organisierte Übungen und Schulungen. Am Flughafen Saragossa entsteht bis 2016 ein Trainingszentrum für Transportflieger.
Mit einer Initiative zur Luftbetankung gibt es seit 2013 einen dritten Bereich gemeinsamer Übungen im militärischen Luftfahrtbereich.